# Faktoria

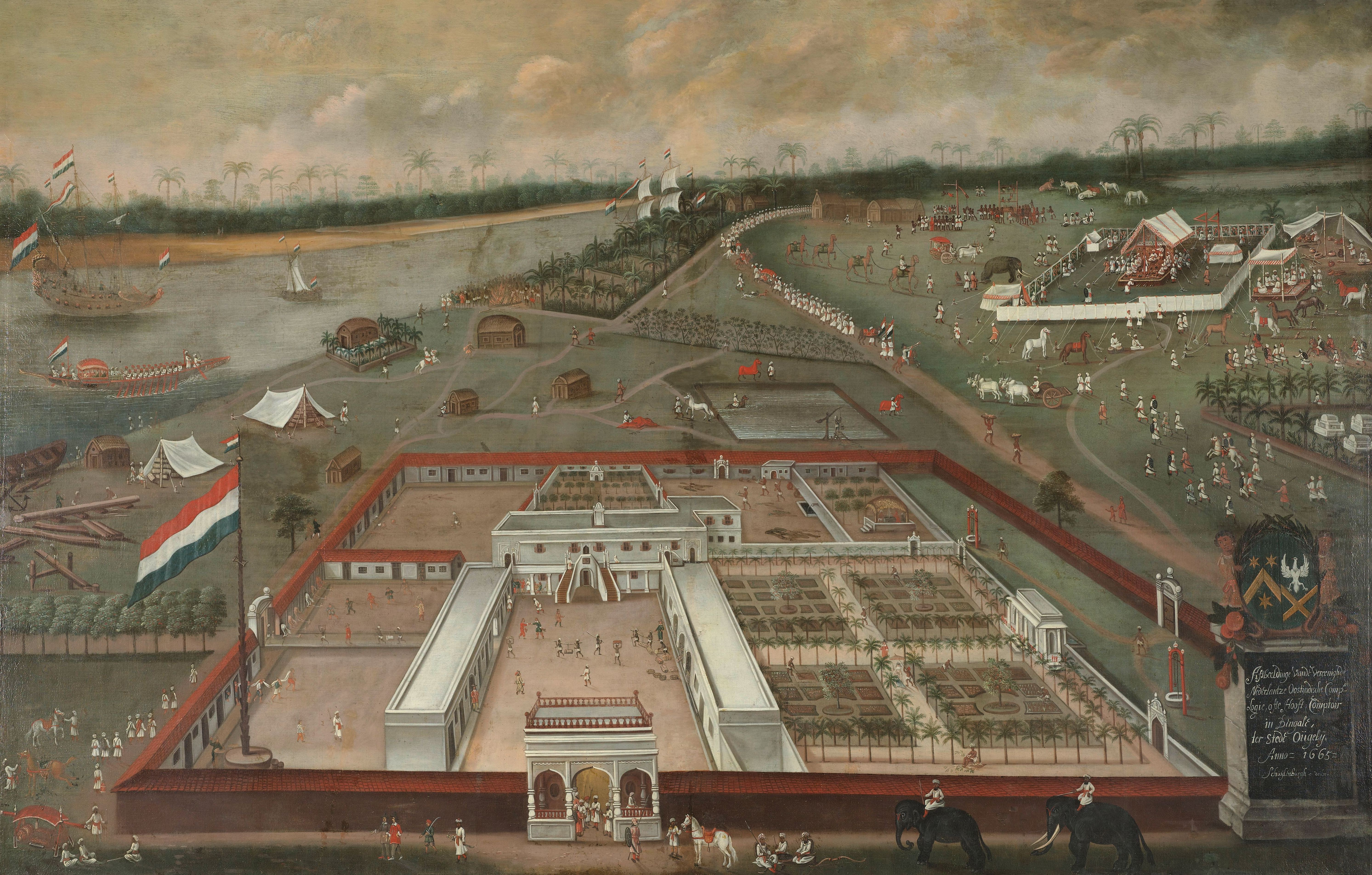
Holenderska faktoria w Bengalu na obrazie Hendrika van Schuylenburgha (1665)

Faktoria (łac. facere „robić, czynić”) – placówka handlowa położona w krajach kolonialnych, które stanowiły obszary eksploatacji przez europejskie potęgi kolonialne, głównie przez Brytyjczyków, Francuzów czy Holendrów, ale także przez np. Japończyków pn. wakan w Korei. Lokalizowane zazwyczaj na wybrzeżu, tak by wywóz surowców z nowych obszarów był jak najbardziej ułatwiony.

## Opis
Początkowo faktorie stanowiły punkty handlowe, gdzie europejscy kupcy spotykali się z autochtonami, sprzedającymi produkty rolne oraz swoje wyroby. Później faktorie stanowiły przyczółki głębszej penetracji nieznanych bądź jeszcze nie podbitych obszarów. Faktorie stanowiły główne punkty, przez które przechodziły towary ze skolonizowanych krajów. Najbardziej znane faktorie handlowe powstawały w Kanadzie, na wybrzeżu afrykańskim i indyjskim, a także na Dalekim Wschodzie.
Dzisiaj słowa „faktoria” używa się do określenia fabryki, zakładu lub skupiska placówek handlowych, oraz zamiennie do słowa „manufaktura”.